# Шок і трепет (фільм)
Шок і трепет (англ. Shock and Awe) — американський драматичний фільм 2017 року, знятий Робом Райнером за сценарієм Джої Гартстона.

У фільмі знялися Вуді Гаррельсон, Томмі Лі Джонс, Джеймс Марсден, Мілла Йовович і Джессіка Біл, а також група журналістів з Вашингтонського бюро Knight Ridder, які розслідують причини вторгнення адміністрації Джорджа Буша-старшого до Іраку в 2003 році. Світова прем'єра фільму відбулася на Цюріхському кінофестивалі 30 вересня 2017 року, а 14 червня 2018 року фільм показано в кінотеатрі DirecTV, а 13 липня 2018 року — обмеженою прем'єрою.
Шок і трепет (технічно знаний як швидке домінування) — це тактика, заснована на використанні переважної сили і вражаючої демонстрації могутності, щоб паралізувати сприйняття противника на полі битви і знищити його бажання битися. Хоча ця концепція має різні історичні прецеденти, ця доктрина була пояснена Харланом К. Вуллманом та Джеймсом П. Вейдом у 1996 році. Вона була розроблена спеціально для застосування американськими військовими в Національному університеті оборони США.

## Передумова
Журналісти розслідують затвердження адміністрації Джорджа Буша-старшого відносно передбачуваного заволодіння зброєю масового ураження Саддамом Хусейном як виправдання вторгнення в Ірак в 2003 році.
Більшість доводів адміністрації щодо цієї війни не має абсолютно ніякого сенсу, зокрема, думка про те, що Саддам Хусейн був у союзі з Осамою бен Ладеном. Той із самого початку дзвонив у всі дзвони — світський арабський диктатор у спілці з радикальним ісламістом, метою якого було повалення світських диктаторів і відновлення Халіфату? Чим більше ми вивчали це, тим більше від нього смерділо. По-друге, замість того, щоб повністю покладатися на людей високого рангу з іменами домогосподарств як джерел, у нас були джерела, які не були політичними призначенцями. Одна з речей, яка пішла дуже погано у вашингтонській журналістиці, — це «залежність від джерела», «залежність від доступу» та ідея, що для того, аби підтримувати доступ до людей у Білому домі або в офісі віце-президента або вищестоящих органах, ви повинні танцювати під їхню дудку. Це не те, про що журналістика. У нас були найкращі джерела, ніж у неї (Джудіт Міллер), і ми знали, хто її джерела. Це були політичні призначенці, які висували політичні аргументи. Я вперше зустрів його (Ахмада Чалабі) в 95 чи 96 році. Я не буду одягатися вранці виходячи з того, що він сказав мені, яка погода, не кажучи вже про війну.— Джон Волкотт.
Репортери Knight Ridder у Вашингтоні Воррен Штробель та Джонатан Лендей здобули нагороду Меморіалу Реймонда Клеппера від галереї преси Сенату 5 лютого 2004 року за висвітлення сумнівних відомостей, використаних для виправдання війни з Іраком.

## У ролях
- Вуді Гаррельсон — Джонатан Ландей[11][12][13]
- Джеймс Марсден — Воррен Стробел[14][15]
- Роб Райнер — Джон Волкотт[16][17][18]
- Томмі Лі Джонс — Джо Галлоувей
- Джессіка Біл — Лайза Мейр
- Міла Йовович — Влатка Ландей
- Річард Шифф — The Usual
- Ал Сапієнца[en] — Карл
- Люк Тенні — Адам Грін
- Кейт Батлер — Ненсі Волкуотт

## Виробництво
12 липня 2016 року Вуді Гаррельсона включили до акторського складу фільму про війну в Іраку «Шок і страх». 13 липня 2016 року Джеймс Марсден також приєднався до фільму.

### Знімання фільму
Основне знімання стрічки розпочали у Луїзіані 5 жовтня 2016 року. За повідомленнями, в жовтні 2016 року Алек Болдвін покинув виробництво через фінансові розходження. У листопаді 2016 року знімання відбувалося також у Вашингтоні, округ Колумбія.
Волкотт сказав, що він вважає, що фільм, по суті, є дослівним. У якийсь момент фільму Волкотт проголошує надихаючу промову в редакції, але в оригінальному сценарії була версія сценариста. У день знімання Штробель сказав Райнеру, що він повинен використовувати оригінальні слова Волкотта; Рейнер велів Волкотту записати свою точну промову, а потім сцена була знята.

## Реліз
Прем'єра фільму відбулася 30 вересня 2017 року на Цюріхському кінофестивалі. Незабаром після цього Vertical Entertainment і DirecTV Cinema придбали права на розповсюдження фільму. Фільм вийшов через DirecTV Cinema 14 червня 2018 року, а потім — обмеженим тиражем 13 липня 2018 року.

## Реакція
На оглядовому сайті агрегатора Rotten Tomatoes, фільм має рейтинг схвалення 30 %, оснований на 40 оглядах, з середньозваженим значенням 4,8 / 10. Критична оцінка сайту свідчить: «У „Шоку і Трепету“ є гідна історія, яку потрібно розповісти, і деякі прекрасні актори намагаються втілити її в життя; на жаль, кінцеві результати все ще настільки ж похідні, як і драматично інертні».
У Metacritic: У фільму є середньозважена оцінка 45 з 100, заснована на думці 17 критиків, вказуючи на «змішані або середні відгуки».
Пишучи для «Роллінг Стоун», Девід Фір дав фільму 2/5 зірок, сказавши: «Це важлива історія, яку потрібно пам'ятати безпосередньо зараз, припускаючи, що ви повинні згадати хоч щось після того, як вас били по голові розмовами протягом 90 хвилин. Назва не відповідає дійсності». Керрі Ленгель з The Arizona Republic дала фільму 1,5 з 5 зірок, написавши: "Все це може пробачити, якби «Шок і трепет» не був таким жахливим фільмом. Він банальний і механічний у своїх спробах бути пафосним, в той же час наводячи свої аргументи, починаючи з першої сцени, що показує солдата, паралізованого саморобним вибуховим пристроєм, і закінчуючи абсолютною низькою точкою, побачення репортера Марсдена з його симпатичною сусідкою, яку зіграла Джессіка Біл ".
Дебора Янг з The Hollywood Reporter написала: «Групу репортерів у Knight Ridder Newspapers назвали „єдиними, хто зрозумів це правильно“ про неіснуючу зброю масового ураження Саддама Хусейна, який розв'язав війну в Іраку в 2003 році. Заснована на реальній історії Роб Рейнер у Шоці і Трепеті віддає належне своїм далекосяжним (якщо взагалі не враховується) новинним повідомленнями, але повідомлення прагне розчинитися в сценарії з розфарбованими цифрами, який натискає занадто багато жанрових кнопок, щоб бути повністю захопливим».